# Catuana spinicornis
Catuana spinicornis är en skalbaggsart som först beskrevs av Friedrich F. Tippmann 1960.  Catuana spinicornis ingår i släktet Catuana och familjen långhorningar. Inga underarter finns listade.